# Ілона Елек
Ілона Елек (угор. Elek Ilona, нар. 17 травня 1907, Будапешт, Угорщина — 24 липня 1988, Будапешт, Угорщина) — угорська фехтувальниця на рапірах, дворазова олімпійська чемпіонка (1936 та 1948 роки) та срібна призерка (1952 рік) Олімпійських ігор, десятиразова чемпіонка світу.

## Виступи на Олімпіадах
| Олімпіада      | Дисципліна           | Місце |
| -------------- | -------------------- | ----- |
| Берлін 1936    | індивідуальна рапіра | 1     |
| Лондон 1948    | індивідуальна рапіра | 1     |
| Гельсінкі 1952 | індивідуальна рапіра | 2     |